# Championnat de Bulgarie de football 1981-1982
Navigation
Saison précédente Saison suivante
La saison 1981-1982 du Championnat de Bulgarie de football était la 58e édition du championnat de première division en Bulgarie. Les seize meilleurs clubs du pays se retrouvent au sein d'une poule unique, la Vissha Professionnal Football League, où ils s'affrontent deux fois, à domicile et à l'extérieur. À la fin de la saison, les deux derniers du classement sont relégués et remplacés par les deux meilleurs clubs de deuxième division tandis que les 13e et 14e doivent disputer des barrages face aux 3e et 4e de D2.
Le CSKA Septemvriysko zname Sofia, double tenant du titre, remporte à nouveau le championnat cette saison en terminant en tête du classement final, avec un seul point d'avance sur le Levski-Spartak Sofia et 12 sur le PFC Slavia Sofia. C'est le 22e succès en championnat de Bulgarie de l'histoire du CSKA qui a manqué l'occasion de réussir le doublé, à la suite de sa défaite en finale de la Coupe de Bulgarie face au Lokomotiv Sofia.

## Les 16 clubs participants
| - Levski-Spartak Sofia - CSKA Septemvriysko zname Sofia - Etar Veliko Tarnovo - Promu de D2 - Akademik Sofia - FK Haskovo - Promu de D2 - PFC Slavia Sofia - Chernomorets Burgas - Lokomotiv Sofia | - Marek Stanke Dimitrov - PFK Spartak Pleven - Tcherno More Varna - Trakia Plovdiv - Botev Vratsa - Belassitza Petritch - Beroe Stara Zagora - PFC Sliven |

## Compétition

### Classement
Le barème utilisé pour établir le classement est le suivant :
- Victoire : 2 points
- Match nul : 1 point
- Défaite : 0 point

| Rang | Équipe                           | Pts | J  | G  | N  | P  | Bp | Bc | Diff |
| ---- | -------------------------------- | --- | -- | -- | -- | -- | -- | -- | ---- |
| 1    | CSKA Septemvriysko zname Sofia T | 47  | 30 | 22 | 3  | 5  | 73 | 27 | +46  |
| 2    | Levski-Spartak Sofia             | 46  | 30 | 20 | 6  | 4  | 71 | 32 | +39  |
| 3    | PFC Slavia Sofia                 | 35  | 30 | 15 | 5  | 10 | 35 | 33 | +2   |
| 4    | Tcherno More Varna               | 33  | 30 | 14 | 5  | 11 | 41 | 37 | +4   |
| 5    | Lokomotiv Sofia C                | 32  | 30 | 13 | 6  | 11 | 41 | 37 | +4   |
| 6    | Chernomorets Burgas              | 32  | 30 | 14 | 4  | 12 | 48 | 44 | +4   |
| 7    | Trakia Plovdiv                   | 30  | 30 | 13 | 4  | 13 | 46 | 42 | +4   |
| 8    | FK Haskovo P                     | 30  | 30 | 12 | 6  | 12 | 34 | 37 | -3   |
| 9    | PFK Spartak Pleven               | 29  | 30 | 13 | 3  | 14 | 40 | 40 | 0    |
| 10   | Etar Veliko Tarnovo P            | 28  | 30 | 9  | 10 | 11 | 46 | 48 | -2   |
| 11   | PFC Sliven                       | 27  | 30 | 10 | 7  | 13 | 38 | 40 | -2   |
| 12   | Belassitza Petritch              | 27  | 30 | 11 | 5  | 14 | 32 | 43 | -11  |
| 13   | Marek Stanke Dimitrov            | 26  | 30 | 9  | 8  | 13 | 23 | 40 | -17  |
| 14   | Botev Vratsa                     | 22  | 30 | 7  | 8  | 15 | 23 | 41 | -18  |
| 15   | Beroe Stara Zagora               | 19  | 30 | 7  | 5  | 18 | 33 | 51 | -18  |
| 16   | Akademik Sofia                   | 17  | 30 | 6  | 5  | 19 | 23 | 55 | -32  |

|  | Qualification pour la Coupe des clubs champions 1982-1983                                |
|  | Qualification pour la Coupe des Coupes 1982-1983                                         |
|  | Qualification pour la Coupe UEFA 1982-1983                                               |
|  | Qualification pour la Coupe Intertoto 1982                                               |
|  | Participation au barrage de promotion-relégation                                         |
|  | Relégation en deuxième division                                                          |
|  | T : Tenant du titre C : Vainqueur de la Coupe de Bulgarie P : Promu de deuxième division |

### Matchs

#### Barrages de promotion-relégation
| Équipe 1                   | Résultat | Équipe 2                    | Aller | Retour |
| -------------------------- | -------- | --------------------------- | ----- | ------ |
| Marek Stanke Dimitrov (D1) | 1 - 2    | Rozova Dolina Kazanlak (D2) | 0 - 0 | 1 - 2  |
| Botev Vratsa (D1)          | 2e - 2   | PFC Shumen (D2)             | 1 - 0 | 1 - 2  |

## Bilan de la saison
| Championnat de Bulgarie de football 1981-1982 |                                            |
| Champion                                      | CSKA Septemvriysko zname Sofia (22e titre) |
| Coupes et trophées                            |                                            |
| Vainqueur de la Coupe de Bulgarie 1981-1982   | Lokomotiv Sofia                            |
| Qualifications continentales                  |                                            |
| Coupe des clubs champions 1982-1983           | CSKA Septemvriysko zname Sofia             |
| Coupe des Coupes 1982-1983                    | Lokomotiv Sofia                            |
| Coupe UEFA 1982-1983                          | Levski-Spartak Sofia                       |
| Coupe UEFA 1982-1983                          | PFC Slavia Sofia                           |
| Coupe Intertoto 1982                          | Tcherno More Varna                         |
| Coupe Intertoto 1982                          | Chernomorets Burgas                        |
| Promotions et relégations                     |                                            |
| Promus en Vissha PFL                          | Pirin Blagoevgrad                          |
| Promus en Vissha PFL                          | Rozova Dolina Kazanlak                     |
| Promus en Vissha PFL                          | ZhSK-Spartak Varna                         |
| Relégués en B PFL                             | Beroe Stara Zagora                         |
| Relégués en B PFL                             | Akademik Sofia                             |
| Relégués en B PFL                             | Marek Stanke Dimitrov                      |